# Erich Koch
Erich Koch (Elberfeld, 19 juni 1896 - Barczewo, 12 november 1986) was een Duits politicus van de Nationaalsocialistische Duitse Arbeiderspartij (NSDAP). Tijdens de Tweede Wereldoorlog was hij Gauleiter van Oost-Pruisen en reichskommissar van Oekraïne en Ostland.

## Biografie
Erich Koch werd in Wuppertal geboren als zoon van Gustav Adolf Koch en Henriette Matthes. Tussen 1915 en 1918 vocht hij mee tijdens de Eerste Wereldoorlog. Na de oorlog ging hij werken bij treindienst, maar hij werd aldaar ontslagen in 1926 wegens anti-republikeinse activiteiten. Koch was reeds in 1922 lid geworden van de NSDAP. Hij leunde aan bij de antikapitalistische vleugel van de partij, met als kopstuk Georg Strasser. Zes jaar na zijn komst bij de partij werd hij Gauleiter van Oost-Pruisen. Twee jaar later werd hij ook namens Oost-Pruisen lid van de Rijksdag. Hij werd bekend als een energiek organisator en demagoog, die geen scrupules had over de middelen nodig om zaken te bereiken of om zijn zakken te vullen. 
Na de machtsovername van Hitler in 1933 werd Koch Oberpräsident van Oost-Pruisen. In de jaren voor de oorlog was Koch in zijn gebieden druk bezig met de collectivisatie van de lokale landbouw. Ook begon hij met het plannen van grootschalige landbouwprojecten en industrialisatieprocessen, iets dat hem niet populair zouden maken bij de lokale boeren. De hervormingen die Koch wilde doorvoeren brachten hem wel in conflict met Walther Darré.

### Tweede Wereldoorlog
Na de Poolse Veldtocht werd Koch overgeplaatst naar West-Pruisen, wat hernoemd werd naar rijksgouw Danzig-West-Pruisen. Op 1 september 1942 volgde een benoeming tot rijkscommissaris van Oekraïne. Hierdoor verkreeg Koch de volledige autoriteit in deze gebieden. Hoewel hij nominaal onder met Alfred Rosenberg stond, erkende hij enkel verantwoordelijkheid tegenover de Führer. Het conflict tussen de twee ging ook over de mate waarin de onderworpen Oekraïners onderdrukt moesten worden. Waar Rosenberg dacht dat enige erkenning nuttig zou zijn, achtte Koch geen enkele toegeving mogelijk. Hij zag zijn gebied als een puur wingewest en betitelde de inwoners in het openbaar als "heloten, slaven en negers", die de Duitsers dankbaar moesten zijn dat ze nog leefden. Hij was hier ook nauw betrokken bij het vervolgen van de Joden uit Polen en Oekraïne. Toen het Rode Leger in 1944 Oekraïne heroverde, vluchtte Koch westwaarts. Hij werd op 25 november leider van de Volkssturm in Oost-Pruisen. In 1945 vluchtte Koch weg uit Danzig. Hij wist eerst Berlijn te bereiken en later ook Flensburg, waar hij tevergeefs een U-boot naar Zuid-Amerika vorderde. Toch kon hij niet voorkomen dat hij in mei 1949 door Britse troepen in Hamburg werd opgepakt.

### Na de oorlog
De Sovjet-Unie eiste om Koch te berechten, maar Koch werd door de Britten overgedragen aan de Polen. Op 19 oktober 1958 begon het proces tegen Erich Koch. Men betichtte hem van oorlogsmisdaden vanwege het op het geweten hebben van het doden van 400.000 Polen. Hij werd schuldig bevonden en Koch kreeg de doodstraf. Later werd zijn straf omgezet naar een levenslange gevangenisstraf. Hij overleed uiteindelijk op 90-jarige leeftijd in zijn cel in Polen.

## Onderscheidingen
Selectie:
- Gouden Ereteken van de NSDAP in 1933[2]
- Gouden Ereteken van de Hitlerjeugd met Eikenloof[2]
- Kruis voor Oorlogsverdienste, 1e Klasse (21 september 1940[2]) en 2e Klasse (1940[2])
- Ereteken voor Duitse Volkshulp, 2e Klasse[2]